# تابستان خشک
تابستان خشک (ترکی استانبولی: Susuz Yaz) یک فیلم به کارگردانی متین ارکسان است که در سال ۱۹۶۳ منتشر شد. از بازیگران آن می‌توان به ارول تاش اشاره کرد. این فیلم برنده خرس طلایی از جشنواره فیلم برلین شده‌است.

## خلاصه داستان
یک کشاورز تنباکو تلاش می‌کند با منحرف کردن جریان آب به سمت زمین‌های خود، کسب و کار رقبایش را نابود کند و…